# Jezioro Liszkowskie
Jezioro Liszkowskie – jezioro w woj. wielkopolskim, w powiecie pilskim, w gminie Łobżenica, leżące na terenie Pojezierza Południowokrajeńskiego.

## Dane morfometryczne
Powierzchnia zwierciadła wody według różnych źródeł wynosi od 20,0 ha przez 20,1 ha do 20,84 ha (lustra wody) lub 22,84 ha (ogólna).
Zwierciadło wody położone jest na wysokości 89,3 m n.p.m. lub 88,9 m n.p.m. Średnia głębokość jeziora wynosi 2,4 m, natomiast głębokość maksymalna 4,3 m.